# Centerpin
Centerpin je typ rybářského navijáku, který je používán při lovu na plavanou ve stojatých, nebo tekoucích vodách. Naviják je svou konstrukcí podobný muškařskému navijáku, často bývá zaměňován. V tuzemsku byly tyto navijáky slangově označovány jako tzv. kolečka, bubínkové navijáky, hovorově „bubinkáče". Současné Centrepiny, někdy psány jako Centre Pin, Center Pin nebo zkráceně Pin, jsou navijáky, které se bez velkých technických změn vyrábějí již více než 100 let.

## Naviják

### Základní popis navijáku
Opracovaný buben cívky (většího průměru) je umístěný na středovém hřídeli, na kterém se cívka otáčí. Buben cívky může být vyroben z kovu (ocel, hliník), ale i z nekovového materiálu (plast, karbon). Starší typy navijáků byly bez brzdového systému, maximálně byly vybaveny zarážkou zpětného chodu, aby se cívka samovolně neotáčela. Zpomalování odvíjení vlasce, nebo brzdění cívky se děje pouze přiložením prstu k bubnu. Naviják nemá žádné převody.
Některé novodobé navijáky mají brzdu (např. od výrobce Russnast), nebo systém, kterým lze nastavit odpor ložisek, na kterých je cívka umístěna. Většina současných navijáků je vybavena systémem rohatka-západka, který zabraňuje rychlému roztočení bubnu cívky a tím zamotání vlasce.

### Historie navijáku

#### Svět
Původně byly tyto navijáky určeny jen jako zásobníky rybářských šňůr. Kolébkou těchto zařízení by mohla být Čína, okolo roku 400 až 300 př. n. l.. Potvrzují to nalezené záznamy o rybářích, kdy cílem bylo ulovenou rybu nejprve unavit a poté ji vytáhnout.
Další historická zmínka o těchto navijácích byla v anglické rybářské literatuře, v knize z roku 1651 od Thomase Bakera – The Art of Angling.
Koncem 18. století nastává rozmach těchto navijáků, kdy je vyráběli řemeslníci, hodináři a klenotníci. Používaným materiálem bylo dřevo, nebo kov, převod byl 1:1, někdy s mosazným soukolím pro snazší navíjení. Navijáky byly s cívkou menšího průměru a používaly se pro všechny druhy rybolovu. Přelomem byl naviják tzv. Nottinghamského typu, s cívkou většího průměru, která byla uložena na ložiscích. Na navijáku typu Mark IV byl udělán pokus, kdy po úderu do ručky navijáku došlo k roztočení cívky, která se pak vydržela točit 3 minuty a 17 vteřin. Od roku 1928 byl tento naviják chráněn patentem. Původně byla cívka navijáku zajištěna šroubem, v roce 1980 došlo k uložení cívky na středový hřídel, tedy na center pin, a došlo ke změně zajištění západkou. Z anglické provenience byly známy navijáky výrobců: Marston-Crossile, Silva-Major.

#### ČSR, ČSSR
Za Československa byly navijáky tohoto typu známy pod názvy jako např.: LADAR (firma Jan Paulát), HUDSON (firma Jaroslav Stibůrek. Praha), navijáky Nottinghamského typu od firmy J.J. Rousek, Žďár nad Sázavou, Ideal (firma Alexandr Uggé, Praha), Populár (firma Stanislav Vlček, Přepeře).
Po roce 1948 v ČSSR tyto navijáky vyráběla společnost TOKOZ. Začátek výroby byl založen na patentech znárodněných firem, zejména firem J.J. Rousek ze Žďáru nad Sázavou a Wenzel Thöner – Sol Děčín. TOKOZ vyráběl tyto navijáky z oceli, hliníku a plastu (cívka), s různými průměry cívek a s různými povrchovými úpravami. Byly určeny pro muškaření, plavanou a lov dravců.
Výroba navijáků zanikla v 90. letech, spolu s další výrobou rybářských komponent.
| Naviják TOKOZ | Naviják TOKOZ | Naviják TOKOZ |
| Série         | Průměr cívky  | Hmotnost      |
| ------------- | ------------- | ------------- |
| 88            | 55 mm         | 90 g          |
| 88            | 65 mm         | 100 g         |
| 94            | 62 mm         | 110 g         |
| 94E           | 62 mm         | 118 g         |
| 95            | 65 mm         | 90 g          |
| 100           | 90 mm         | 85 g          |
| 100           | 110 mm        | 220 g         |
| 101           | 75 mm         | 130 g         |
| 101           | 90 mm         | 225 g         |
| 107A          | 85 mm         | 180 g         |
| 107B          | 75 mm         | 200 g         |
| 125           | 75 mm         | 130 g         |
| 126           | 75 mm         | 135 g         |
| 203           | 55 mm         | 35 g          |
| 203           | 75 mm         | 43 g          |

Cena navijáku TOKOZ v roce 1975 začínala na částce 7,50 Kčs. Průměrný dělnický plat v roce 1975 byl cca 2 250 Kčs.

### Doručené parametry navijáku
- Hladké a dlouhotrvající otáčení cívky.[3]
- Větší průměr cívky.[pozn. 1][3]
- Jedna strana navijáků je krytá. Kryt chrání cívku a zabraňuje přepadávání vlasce na středový čep.[3]
- Lehká a tuhá konstrukce.[3]
- Brzda, nebo nastavování odporu volnoběhu. Systém rohatka-západka.[3]

### Údržba
Oproti běžným navijáků je centerpin takřka bezúdržbový. Při namočení nehrozí koroze, nebo poruchy díky nečistotám.

### Výrobci navijáků
| Výrobce            | Země               | Model                           | Primární určení | Primární určení | Cívka                       | Cívka                 | Cívka                      | Cívka   |
| Výrobce            | Země               | Model                           | Plavaná         | Muškaření       | Průměr                      | Materiál              | Hmotnost                   | Ložiska |
| ------------------ | ------------------ | ------------------------------- | --------------- | --------------- | --------------------------- | --------------------- | -------------------------- | ------- |
| Adcock Stanton     | Spojené království | RETRO REEL                      |                 | X               | 114 mm; 127 mm              | hliník                |                            |         |
| Adcock Stanton     | Spojené království | SINGLE COLOUR                   |                 | X               | 114 mm; 127 mm              | hliník                |                            |         |
| D.A.M.             | Německo            | Quick Shadow                    | X               |                 | 110 mm                      | grafit, nerezová ocel | 178 g                      | 2       |
| Chris Lythe        | Spojené království | 1915 Avon                       | X               |                 | 114 mm                      | kov                   |                            |         |
| Chris Lythe        | Spojené království | Barbel Master                   | X               |                 | 114 mm                      | kov                   |                            |         |
| Chris Lythe        | Spojené království | M.M. Special                    | X               |                 | 114 mm                      | kov                   |                            |         |
| Chris Lythe        | Spojené království | Pike Master                     | X               |                 | 114 mm                      | kov                   |                            |         |
| Chris Lythe        | Spojené království | Spitfire                        | X               |                 | 106 mm                      | kov                   |                            |         |
| Chris Lythe        | Spojené království | Total Eclipse                   | X               |                 | 114 mm                      | kov                   |                            |         |
| Islander           | USA                | Steelheader                     | X               |                 | 114 mm                      | kov                   | 240 g                      | 2       |
| John Milner Reels  | Spojené království | Big E                           | X               |                 | 127 mm                      | hliník, mosaz         | 300 g                      | ano     |
| John Milner Reels  | Spojené království | Labrador                        | X               |                 | 127 mm                      | hliník, mosaz         | 305 g                      | ano     |
| John Milner Reels  | Spojené království | Manx                            | X               |                 | 106 mm                      | hliník, mosaz         | 215 g                      | ano     |
| John Milner Reels  | Spojené království | River Wraith                    | X               |                 | 95 mm                       | hliník, mosaz         | 193 g                      | ano     |
| John Milner Reels  | Spojené království | Snipe                           | X               |                 | 166 mm                      | hliník, mosaz         | 267 g                      | ano     |
| John Milner Reels  | Spojené království | Talisman                        | X               |                 | 114 mm                      | hliník, mosaz         |                            | ano     |
| J. W. Young & Sons | Spojené království | Aerodex (Y2900)                 | X               |                 | 114 mm                      | kov                   | 215 g                      | 2       |
| J. W. Young & Sons | Spojené království | BJ (Y2080)                      | X               |                 | 114 mm                      | kov                   | 225 g                      | 2       |
| J. W. Young & Sons | Spojené království | BJ Lightweight (Y2080L)         | X               |                 | 114 mm                      | hliník, nerezová ocel | 220 g                      | 2       |
| J. W. Young & Sons | Spojené království | BJ Lightweight (Y2084L)         | X               |                 | 101 mm                      | hliník, nerezová ocel | 200 g                      | 2       |
| J. W. Young & Sons | Spojené království | John Wilson Heritage (Y2000)    | X               |                 | 114 mm                      | kov                   | 290 g                      | 2       |
| J. W. Young & Sons | Spojené království | Purist II (Y2021)               | X               |                 | 95 mm                       | hliník, nerezová ocel | 270 g                      | 2       |
| J. W. Young & Sons | Spojené království | Purist II (Y2031)               | X               |                 | 101 mm                      | hliník, nerezová ocel | 280 g                      | 2       |
| J. W. Young & Sons | Spojené království | Purist II (Y2041)               | X               |                 | 114 mm                      | hliník, nerezová ocel | 290 g                      | 2       |
| J. W. Young & Sons | Spojené království | Purist II (Y2051)               | X               |                 | 114 mm                      | hliník, nerezová ocel | 320 g                      | 2       |
| J. W. Young & Sons | Spojené království | Purist II (Y2071)               | X               |                 | 127 mm                      | hliník, nerezová ocel | 370 g                      | 2       |
| J. W. Young & Sons | Spojené království | Purist CL (Y2031CL)             | X               |                 | 101 mm                      | hliník, nerezová ocel | 240 g                      | 2       |
| J. W. Young & Sons | Spojené království | Purist CL (Y2041CL)             | X               |                 | 114 mm                      | hliník, nerezová ocel | 250 g                      | 2       |
| J. W. Young & Sons | Spojené království | Purist CL (Y2051CL)             | X               |                 | 127 mm                      | hliník, nerezová ocel | 270 g                      | 2       |
| J. W. Young & Sons | Spojené království | Ray Walton Rolling Pin (Y4050)  | X               |                 | 95 mm                       | kov                   | 265 g                      | 2       |
| J. W. Young & Sons | Spojené království | Ray Walton Rolling Pin (Y4050B) | X               |                 | 95 mm                       | kov                   | 265 g                      | 2       |
| Hardy Kingpin      | Spojené království | R2                              |                 | X               | 120 mm                      | hliník, nerezová ocel | 286 g                      | ano     |
| Hardy Kingpin      | Spojené království | Zeppelin                        |                 | X               | 120 mm                      | hliník, nerezová ocel | 286 g                      | ano     |
| Okuma              | USA                | Aventa                          |                 | X               | 114 mm                      | hliník, nerezová ocel | 233 g                      | 2       |
| Okuma              | USA                | Rawii Float                     |                 | X               | 114 mm                      | hliník, nerezová ocel | 233 g                      | 2       |
| Okuma              | USA                | Sheffield DRII                  |                 | X               | 114 mm                      | hliník, nerezová ocel | 289 g                      | 2       |
| Okuma              | USA                | Sheffield S-1002                |                 | X               | 114 mm                      | hliník, nerezová ocel | 280 g                      | 2       |
| Rapala             | Finsko             | Classic Drifter                 | X               |                 | 120 mm                      | hliník, nerezová ocel |                            | 2       |
| Rapala             | Finsko             | Concept                         | X               |                 | 127 mm                      | hliník, nerezová ocel |                            | 2       |
| Rapala             | Finsko             | R-Type                          | X               |                 | 114 mm                      | hliník, nerezová ocel |                            | 2       |
| Rapala             | Finsko             | River Rat                       | X               |                 | 116 mm                      | hliník, nerezová ocel |                            | 2       |
| Raven              | USA                | HELIX                           | X               |                 | 114 mm                      | hliník, nerezová ocel | 229 g                      | 2       |
| Raven              | USA                | Matrix                          | X               |                 | 111 mm                      | hliník, nerezová ocel | 232 g                      | 2       |
| Raven              | USA                | T-4                             | X               |                 | 110 mm                      | hliník, nerezová ocel | 240 g                      | 2       |
| Raven              | USA                | T-5                             | X               |                 | 110 mm                      | hliník, nerezová ocel | 212 g                      | 2       |
| Ross Reels         | USA                | ANIMAS                          |                 | X               | 82 mm; 88 mm; 98 mm         | hliník                | 116 g; 125 g; 133 g        | ano     |
| Ross Reels         | USA                | COLORADO LT                     |                 | X               | 81 mm; 82 mm; 87 mm         | hliník                | 81 g; 83 g; 84 g           | ano     |
| Ross Reels         | USA                | GUNNISON                        |                 | X               | 88 mm; 97 mm; 104 mm        | hliník                | 178 g; 189 g; 208 g        | ano     |
| Ross Reels         | USA                | EVOLUTION LTX                   |                 | X               | 86 mm; 88 mm; 97 mm; 103 mm | hliník                | 119 g; 121 g; 131 g; 139 g | ano     |
| Ross Reels         | USA                | EVOLUTION R                     |                 | X               | 87 mm; 89 mm; 96 mm; 103 mm | hliník                | 131 g; 136 g; 142 g; 146 g | ano     |
| Ross Reels         | USA                | EVOLUTION R SALT                |                 | X               | 103 mm; 112 mm; 120 mm      | hliník                | 212 g; 226 g; 250 g        | ano     |
| Russnast           | Rusko              | NELMA LUXE-2                    | X               |                 | 80 mm                       | letecká slitina D16T  | 104 g                      | 2       |
| Russnast           | Rusko              | NELMA KP 114 M1                 | X               |                 | 114 mm                      | letecká slitina D16T  | 213 g                      | 2       |
| Russnast           | Rusko              | NELMA Z3                        | X               |                 | 80 mm                       | letecká slitina D16T  |                            | 2       |
| Total Fishing Gear | Spojené království | TF GEAR CLASSIC                 | X               |                 | 108 mm                      | kov                   | 202 g                      | 1       |

## Rybolov

### Nahazování
Díky umístění bubnu cívky na ložiscích bez brzdění, vyžaduje ovládaní navijáku vyžaduje neustálou pozornost. K rychlému roztočení bubnu cívky může dojít nejen vlivem poryvu větru a unášením vlasce, ale také díky pohybu vlasce např. v tekoucích vodách, nebo prudším záběru ryby.
Nahazování probíhá zcela odlišně, než u smekacích, nebo surfových navijáků. Při nahazování se požívají různé techniky, např. „Wallis Cast“, „Spinning Side Cast“, „Pull Cast“, „BC Cast“ nebo „Loop Cast“.
Některé navijáky jsou otočné o 90°, čímž je umožněno lepší nahazování, např. model Ray Walton Rolling Pin. Někteří rybáři požívají při nahazování doplňky, např. očko, které zpomaluje odvíjení vlasce. Jedná se o větší přídavné očko, otevřené připomínající háček, které se drží ve směru otevřené cívky centerpinu a nechá se přes něj probíhat vlasec.
Při náhozech dochází k odmotávání vlasce do boku a tím k jeho zkroucení. Pokud je vlasec odvíjen samovolně, např. díky unášení proudem, ke kroucení nedochází.

#### Popis základních tří typů náhozu
- První, kdy se nahazuje vlasec, jehož délka se rovná přibližné délce prutu. Nahazování je podobné jako např. při lovu na plavanou prutem typu bič.
- Druhý, kdy se nahazuje tak, že je odmotáno požadované množství vlasce volně na zem. Následně je vlasec přidržen prstem u prutu mezi navijákem a prvním očkem. Část vlasce za koncovým očkem, kde je nástraha, zátěž a splávek je rozkmitána a ve vhodné době je uvolněn prst přidržující vlasec. Hmotnost nástrahy a zátěže pak vytáhne potřebné množství vlasce, pod dopadu splávku do vody se odvíjení vlasce obvykle zastaví.
- Třetí, který je z část podobný prvnímu, ale s tím rozdílem, že vlasce není volně vymotán na zem, není přidržován prstem u prutu, ale jsou vytvořeny smyčky mezi prvními oky prutu. Část vlasce za koncovým očkem, kde je nástraha, zátěž a splávek je rozkmitána a ve vhodné době je uvolněn prst přidržující vlasec. Hmotnost nástrahy a zátěže pak vytáhne potřebné množství vlasce. Splávek obvykle dopadne do vzdálenosti, která je předurčena délkou vlasce ve vytvořených smyčkách,

### Navíjení a zdolávání
Po nahození je nutno mít splávek neustále pod kontrolou. Zejména u navijáků, které nemají žádný brzdící systém. Při prudším záběru může dojít k prudkému roztočení cívky a zamotání vlasce. Při navíjení je nutno dbát na plynulost. Při navíjení vlasce s ulovenou rybou, je vlasec ukládán pevně na buben. Při navíjení vlasce bez úlovku, tedy jen splávku a zátěže, je vhodné vlasec držet mezi prsty a tím vytvářet odpor, který umožňuje dobré uložení vlasce. Většina navijáků není vybavena brzdou, brzdí se pouze přiložením prsů k bubnu.